# Астробиология
Астробиологията представлява мултидисциплинарна наука. Тя обединява в себе си познанията по: биология, астрономия, геология, химия и космонавтика.
Астробиологията се занимава с изучаването на възможностите за живот на други планети и космически тела в Слънчевата система и Вселената. Основна задача на астробиологията е доказването чрез научни методи как се е зародил животът на нашата планета. Чрез опитни постановки и сложни научни анализи се правят изводи относно възможността и вероятността във Вселената да възникне и просъществува живот. Това е и нейна главна цел от основаването ѝ като самостоятелна наука през 60-те години на 20 век.
Като основоположник на астробиологията се приема големият американски учен Карл Сейгън. Благодарение на неговите работи, астробиологията се утвърждава в научния свят. Друг утвърден учен с интереси в астробиологията е Йосиф Шкловски. Той също допринася за популяризирането на дисциплината в тогавашния СССР. По негова инициатива през 1975 г. се провежда Бюрканската среща, в едноименния град в Армения. Именно там се обсъждат важни въпроси свързани с развитието на астробиологията, астрономията и търсенето на извънземен разум във Вселената.

## Живот на Европа
Приема се, че на една от луните на Юпитер – Европа съществува огромен подводен свят. Под дебелата ледена обвивка на нейната повърхност астробиолозите по цял свят смятат, че е възможно зараждането на примитивен живот. Днес се приема, че подобни условия, които съществуват под леда на Европа са съпровождали и нашата Земя по пътя на дългата ѝ еволюция. НАСА планира през последните години безпилотен космически кораб да достигне и изследва загадъчната планета. Според астробиолозите двойката спътници на Юпитер – Европа и Йо, при сближаването си могат да обменят по между си различни химични елементи и по този начин да благоприятстват зараждането на живот.

## Живот на Меркурий
От биологична гледна точка, животът на Меркурий е невъзможен поради голямата му близост със Слънцето. Температурните аномалии биха предизвикали унищожаването на какъвто и да е било органичен живот.

## Живот на Венера
Нереалистично представяне на идеи свързано с хипотези, че на Венера може да има условия за възникването на живот. На планетата самите условия не позволяват възникването и поддържането на какъвто и да е било живот. При температури от +453 градуса, на Венера условията са невъзможни.

## Живот на Марс
Предполага се, че преди милиарди години на Червената планета са съществували благоприятни условия за възникването на живот. По непотвърдени данни, днес някои учени по света смятат, че на Марс съществуват примитивни форми на живот населяващи дълбоки пещери на планетата и живот, който може да се е зародил под замръзналите части на полюсите. По-смели хипотези дори предполагат, че животът в нашата система се е зародил точно на Марс и пренесен, чрез метеорити на Земята е еволюирал във формите, в който го познаваме днес.

## Живот във Вселената
Погледнато от днешна гледна точка това е най-голямата загадка в науката астробиология. Редица известни учени изказват хипотезите си относно зараждането и възникването на живот във Вселената. Ако се приеме, че Вселената е на 10 – 12 милиарда години, а животът съществува от около 3 милиарда, то това би означавало, че живот съществува на много места, не само в нашата Галактика. Въпросът за състоянието на живота във Вселената, също представлява интерес от страна на астробиолозите. Днес ние познаваме живота на въглеродна основа, но това не означава, че живот може да има само на това ниво – въглеродното. Възможно е според много учени живот да съществува и на базата на силиций, бор, сяра, магнезий, натрий и др. Тези теории за сега са само в сферата на спекулациите и не са научно защитени от никого. Това, разбира се, не означава, че някъде в огромната вселена не може да съществува живот на тези по-горе изброени химични елементи. Стои отворен и въпросът, който разглежда нивото на развитие на живота във Вселената. Дори и да приемем, че някъде далече от нас има живот, то той би бил само на биологично ниво, това означава, че възникването на разум някъде във Вселената, подобен на нас, би представлявало събитие с изключителен характер.

## Извънземни цивилизации
Предполага се, че във Вселената е възможно да съществуват различни от познатите ни форми на живот.